# Autostrada A60
Die Autostrada A60, auch Tangenziale di Varese (Tangente von Varese) genannt, ist eine italienische Autobahn, welche die A8 südlich von Varese mit der Schnellstraße Tangenziale Est (Osttangente) di Varese bis zu ihrer Fertigstellung verbindet. Die Autobahn ist aktuell 4 km lang und endet in Vedano Olona. Im Anschluss führt sie als vierspurige Schnellstraße östlich an Varese vorbei. Verwaltet wird sie von der Autostrada Pedemontana Lombarda s.p.a.
Die A60 bildet zusammen mit der, gegenwärtig zum Teil noch in Bau befindlichen A36 und der Tangenziale di Como das Großprojekt Autostrada Pedemontana Lombarda. Die Arbeiten für die Autobahn begannen im Jahr 2010, die Eröffnung fand am 25. Januar 2015 statt.
Die Kosten für den Bau der A60, dem ersten Teil der A36 (zwischen A8 und A9) und der Tangenziale di Como betrugen ca. 930 Millionen €.

## Maut
Die A60 ist mautpflichtig. Die Maut wird hier im Sistema FreeFlow erhoben. Wer kein Benutzerkonto hat, muss die Maut bis zu 14 Tage nach der Fahrt auf der Webseite des Betreibers bezahlen.